# لزهر هاني
زهر هاني من مواليد 13 فبراير 1948 في خنشلة ، هو مستشار في مجال الخدمات اللوجستية البحرية و مسؤول سامي جزائري. عُيّن وزيراً للنقل في الجمهورية الجزائرية الديمقراطية الشعبية في 23 يونيو 2020.
انهيت مهامه بتاريخ 09 دجانفي 2021.

## سيرة شخصية

### الشباب والتدريب
لزهر هاني ،ولد يوم 13 فبراير 1948 في عائلة من المزارعين في أوريس،في خنشلة.
درس في المدرسة الفرنسية الإسلامية في قسنطينة. تخرج في الاقتصاد من جامعة الجزائر 1 في تخصص العلوم المالية.
وتابع عدة دورات تدريبية تأهيلية في مجال نشاطه ، بما في ذلك دورة في مؤتمر الأمم المتحدة للتجارة والتنمية عام 1978.

### المسار المهني
بعد دراسته ، تم تجنيده بصفته وكيلاً في البنك الوطني الجزائري ، ثم المدير المالي في الشركة الجزائرية البرازيلية للبنية التحتية للسكك الحديدية ، قبل الشروع في رحلة طويلة وغنية في الميناء والقطاع البحري. في عام 1976 ، انضم إلى مكتب الموانئ الوطنية ، حيث تولى منصب المدير المالي قبل ترقيته إلى السكرتير العام.
وقد تم تعيينه عدة مرات كرئيس الشركات العاملة في مجال النقل البحري. وهكذا ، في عام 1981 ، أرسلته الحكومة الجزائرية إلى موريتانيا كمدير عام لشركة الملاحة البحرية الموريتانية ، وهي شركة جزائرية موريتانية مختلطة ، بدأ نشاطها وفقًا للاتفاقيات الثنائية بين بلدين.
بعد ذلك بأربع سنوات ، تم استدعاؤه إلى الجزائر لتولي منصب الرئيس والمدير الإداري لميناء الجزائر ، والذي ضمن له مع أعضاء مجتمع الميناء استمرارية النشاط خلال أحداث أكتوبر 1988 و سياق الإضرابات العامة التي سادت.
مثل الجزائر بإلقاء محاضرات حول حركة الملاحة البحرية في أفريقيا في أبيدجان عام 1980 وفي كوتونو عام 1985. قام بتنظيم النسخة الأولى من مؤتمر موانئ شمال إفريقيا في الجزائر بقيادة اتحاد مديري الموانئ في شمال إفريقيا عام 1988
كان جزءًا من مهمة مهمة للذهاب والتفاوض مع البنك الدولي لتمويل محطة حاويات في الجزائر العاصمة ، تم الحصول عليها وتنفيذها في عام 1989.
في عام 1990 ، مارس مرة أخرى وظيفة المدير الإداري لشركة شحن ، شركة الملاحة الوطنية ، حيث شرع في استئناف التمثيل إلى وكلاء الطرف الثالث وإنشاء شبكة من الوكالات الفرعية لالتقاط الإيرادات الناتجة عن نشاط شركة الملاحة الوطنية في الخارج حتى عام 1995.
بعد عشرين سنة قضاها في القطاع العام ، أبرم عام 1996 شراكة مع CMA CGM الحالية في حين ان الجزائر قاطعها مستثمرون أجانب. عملت هذه الجمعية على تنشيط القطاع البحري وفتحت الطريق أمام المهارات الجزائرية لممارسات النقل البحري الحديثة.
كان سبب إنشاء الموانئ الجافة لإلغاء فتح موانئ الجزائر والسماح بالسيولة في معالجة القوارب وتجنب الرسوم الإضافية التي تثقل أعباء عملات البلاد.
من بين المبادرات الأخرى ، هو رائد النقل المتعدد الوسائط (البحري / السكك الحديدية) في الجزائر من خلال إنشاء شركة مختلطة ، في شراكة عامة / خاصة بين CMA CGM و SNTF بعد أن مكنت من إدخال نقل الحاويات  عن طريق السكك الحديدية .
في عام 2012، تقاعد من إدارة CMA CGM. أطلق العديد من مشاريع ريادة الأعمال التي حافظ على عدد قليل منها نشطا  مع استمراره في تطوير المجموعة العائلية ، واستثمر في قطاعات مختلفة مع شركاء جزائريين وأجانب في مجالات النقل البحري، والخدمات اللوجستية والخدمات في الزراعة وفي مشروع لبناء مستشفى خاص قيد التقدم.
وشغل منصب رئيس مجلس إدارة معهد بيرلتز للغات الذي أطلق بشكل خاص في عام 2012 برنامجًا سنويًا لتعليم اللغة الإنجليزية مجانًا لصالح الشباب المحرومين. شارك بانتظام في الأنشطة التي تعزز روح المبادرة لدى الشباب بشكل عام والشركات الناشئة بشكل خاص. بعد أن كان بحاجة إلى المساعدة في بداية حياته المهنية في مجال ريادة الأعمال ، شارك في جميع عمليات الرعاية والرعاية للجمعيات التي تساعد رواد الأعمال الشباب.

### رحلة سياسية
شغل منصب وزير النقل منذ 23 يونيو 2020.